# Associazione Sportiva Udinese
L'Associazione Sportiva Udinese è una società polisportiva di Udine.

## Storia
L’Associazione Sportiva Udinese è l’erede della Società di ginnastica e scherma fondata da un gruppo di benemeriti cittadini a favore della gioventù udinese nel lontano 10 gennaio del 1875.
Il 28 maggio del 1919, alla fine della grande guerra, venne decisa la costituzione di una società sportiva che, attraverso una riunione di tutti i sodalizi presenti a Udine prima del conflitto, permettesse la ripresa delle attività sportiva.
Si decise così di fondere nella Società di ginnastica e scherma le altre realtà sportive udinesi, dando così vita alla Associazione Sportiva Udinese che divenne da subito la bandiera di tutte le attività sportive cittadine. Grazie a lei generazioni di udinesi hanno potuto intraprendere la pratica sportiva e contribuire a più di un secolo di storia dello sport friulano.

## Sezione Ginnastica
Dalla fondazione alla prima guerra mondiale la società ha sempre partecipato alle più importanti manifestazioni ginniche nazionali conseguendo significativi risultati e aggiudicandosi numerose edizioni con medaglie d’oro, d’argento e di bronzo. Nel 1924, al concorso ginnastico internazionale di Firenze, numerose furono le corone d’alloro a squadre conquistate dagli atleti udinesi. Nel concorso individuale Aurelio Barbieri conquista la medaglia d’argento e Elena Corradi la medaglia d’oro. Nel 1931, al concorso internazionale di Venezia, la squadra udinese conquista la corona d’alloro e la medaglia di bronzo. Sempre a Venezia nel 1948 la compagine udinese conquista il titolo di squadra prima classificata assoluta.
Nello stesso anno la preparazione dei ginnasti udinesi è affidata a Mariano Arnosti che subito dimostra le sue notevoli doti di preparatore appassionato e competente. Le ginnaste sono invece affidate alla passione dell’insegnante Marina Battistella. Negli anni ’50 i ginnasti dell’ASU prendono parte a numerosi concorsi nazionali e ottengono risultati lusinghieri ma non centrano gli obiettivi più prestigiosi. Sono inseriti nello staff tecnico gli istruttori Fabio Nardoni e la signora Biaggini. Dopo quarant’anni di militanza, prima come ginnasta e poi come tecnico, nel 1968 Mariano Arnosti lascia la direzione tecnica della sezione ginnastica.
Dal 2011 è tesserata con la società la ginnasta della  Nazionale Italiana di ginnastica ritmica Alexandra Agiurgiuculese, guidata dalla responsabile tecnica della sezione ritmica Spela Dragas. Nell'albo della sezione spiccano altre ginnaste d'interesse nazionale come Melissa Girelli, Tara Dragas e Isabelle Tavano.

## Sezione Scherma
La storia della scherma ad Udine inizia con il conte Alessandro del Torso che, dopo aver rivestito egregiamente la figura di atleta vincendo fra l’altro a Vienna gli Internazionali di Fioretto, si dedicò alla dirigenza dell’ASU rilanciando la scherma e proponendo, assieme al Maestro Biaggini, l’organizzazione di una prestigiosa accademia di Maestri Italiani a Udine. A questa assise presenziarono i caposcuola delle tre armi della penisola tra i quali il livornese Nedo Nadi, plurivincitore olimpico, il milanese Giuseppe Mangiarotti, padre del famosissimo Edoardo (13 Medaglie Olimpiche), il siciliano Agesilao Greco, noto per una sfida che simulava un duello con il pugile friulano Primo Carnera.

## Principali atleti
- Alexandra Agiurgiuculese
- Mara Navarria
- Tara Dragas
- Isabelle Tavano
- Melissa Girelli